# 井崎哲也
井崎 哲也（いさき てつや、1952年 - ）は、ろう者の演出家、俳優。
パントマイムと手話を合わせた演劇表現である「サインマイム」を駆使した演劇活動を精力的に手がける。

## 経歴
佐賀県出身、東京教育大学附属聾学校卒業。
1974年、東京パントマイム研究所でパントマイムを習い、1980年には「東京ろう演劇サークル」（1981年に「日本ろう者劇団」に改称）の設立に参加する。
1982年よりアメリカ合衆国のプロろう者劇団「ナショナルシアター・オブ・デフ」のメンバーとして1年半参加した後、日本ろう者劇団に復帰する。
2012年12月現在、日本ろう者劇団の代表代行を務めている。
なお、NHK教育テレビジョンの手話講座番組『NHKみんなの手話』に、講師として出演していた他、1995年日本テレビのドラマ『星の金貨』の手話指導をも手がけた。2009年の映画『ゆずり葉-君もまた次のきみへ-』には、ろうあ連盟の大川事務局長役で出演している。

## 著書
- 手話の本　1993年2月　あすなろ出版　ISBN 978-4751506011

## 映画出演
- ゆずり葉-君もまた次のきみへ-　ろうあ連盟事務局長の大川 役　2009年　配給 全日本ろうあ連盟